# Čepkeliai
Čepkeliai – największe bagno na Litwie, znajdujące się na terenie Dzukijskiego Parku Narodowego. Położone na południe od wsi Marcinkańce i na północ od rzeki Kotry, która w tym obszarze przepływa wzdłuż granicy białorusko-litewskiej.
Cały teren bagna jest chroniony jako rezerwat przyrody oraz część mokradeł o międzynarodowym znaczeniu: obszar Kotra i obszar Čepkeliai – obydwa będące częścią konwencji ramsarskiej.